# کنث پیچ
کنث پیچ (انگلیسی: Kenneth Peach؛ ۶ مارس ۱۹۰۳ – ۲۷ فوریهٔ ۱۹۸۸) فیلم‌بردار اهل ایالات متحده آمریکا بود. وی بین سال‌های ۱۹۲۳ تا ۱۹۸۴ میلادی فعالیت می‌کرد.
از فیلم‌ها یا مجموعه‌های تلویزیونی که وی در آن‌ها نقش داشته است، می‌توان به فیوری، کار کثیف و پسران صحرا اشاره نمود.